# Мортенсен, Густав
Густав Юлиус Мортенсен (дат. Gustav Julius Mortensen; род. 19 марта 2004) — датский футболист, защитник клуба «Люнгбю».

## Клубная карьера
Мортенсен — воспитанник клуба «Люнгбю». 20 мая 2021 года в матче против «Оденсе» он дебютировал в датской Суперлиге. По итогам сезона клуб вылетел из элиты, игрок остался в команде, но не принимал участия в возвращении в элиту спустя год.